# 大衛·斯特萊特爾
大衛·斯特萊特爾（英語：David Strettle；1983年7月23日—）是一位英格蘭橄欖球運動員。他是英格蘭國家橄欖球隊的一員。